# Ah (digramme)
Pour les articles homonymes, voir AH.
Ah (minuscule ah) est un digramme de l'alphabet latin composé d'un A et d'un H.

## Linguistique
- En allemand, le digramme « ah » correspond généralement à [aː].

## Représentation informatique
Comme la majorité des digrammes, il n'existe aucun encodage de ‹ ah › sous un seul signe, il est toujours réalisé en accolant un A et un H.

### Unicode
Les caractères Unicode utilisables pour former ce digramme sont :
- Capitale AH : U+0041 U+0048
- Majuscule Ah : U+0041 U+0068
- Minuscule ah : U+0061 U+0068